# Roberto Croci
Roberto Croci (Grosseto, 11 marzo 1921 – ...) è stato un calciatore italiano, di ruolo centrocampista.

## Carriera
Dopo gli esordi con il Grosseto in Serie C, debutta in Serie B con il Siena nella stagione 1947-1948 disputando 32 partite.
L'anno successivo passa all'Empoli, con cui gioca per due anni in Serie B per un totale di 54 presenze, e per un anno in Serie C dopo la retrocessione avvenuta nel campionato 1949-1950.
Nel 1951 passa al Catanzaro, disputando un campionato di Serie C con retrocessione finale, un campionato di IV Serie con l'immediata risalita in Serie C ed un ultimo campionato in terza serie.

## Palmarès

### Club

#### Competizioni nazionali
- Scudetto Dilettanti: 1

Catanzaro: 1952-1953